# Carel ter Maat
C.L.A.M. (Carel) ter Maat (14 augustus 1913 – Arnhem, 24 augustus 2000) was de eerste algemeen secretaris van Pax Christi Nederland en in 1966 mede-oprichter van het Interkerkelijk Vredesberaad (IKV).
Tot eind 1939 werkte hij in Rotterdam bij een reisbureau. Vanwege de toenemende spanningen in de aanloop naar de Tweede Wereldoorlog raakte hij daar zijn baan kwijt waarna Ter Maat ging werken bij een overheidsinstelling in Arnhem die zich bezighield met distributie van textiel. In 1943 trouwde hij met Topy Brugge. Hij zat bij de jute-afdeling en bleef ook na de oorlog werkzaam bij deze intussen meer zelfstandige organisatie die zich ging concentreren op verpakkingen. Het importeren uit India en Pakistan en het afzetten van de producten in Europa leverde hem veel internationale contacten op.
Ter Maat had een sterke interesse voor vraagstukken met betrekking tot (kern)wapens, Derde Wereld, democratie, etc. Hij nam contact op met pater P.J. Verkoelen van Pax Christi Nederland (PCN) wat vanaf eind jaren 50 vooral bekendstond van de jaarlijkse voettochten. Vervolgens richtte hij samen met vrienden in Arnhem een lokale Pax Christi groep op.
In 1965 volgde de Nederlandse kardinaal Alfrink de Franse kardinaal Feltin op als internationaal voorzitter van Pax Christi International (PCI). Omdat Alfrink het secretariaat dichterbij wilde hebben werd besloten dit te verplaatsen van Parijs naar Den Haag. Nog datzelfde jaar werd Ter Maat overgehaald om algemeen secretaris van PCN en tevens internationaal secretaris voor PCI te worden. De keuze viel mede op hem omdat hij zowel voor als na de oorlog ervaring had met internationale betrekkingen.
Eveneens in 1965 kwam PCN met het rapport Met Pacem in Terris onderweg als reactie op de in 1963 verschenen encycliek Pacem in Terris. Dat rapport was mede aanleiding om samen met andere kerken in 1966 het Interkerkelijk Vredesberaad op te richten. Pax Christi Nederland, die in het IKV de Rooms-Katholieke Kerk vertegenwoordigt, zorgde in het begin in voor het beheer van het secretariaat. Ter Maat was vanaf de oprichting van het IKV nauw betrokken bij deze nieuwe vredesbeweging en hij was ook de eerste secretaris van het IKV. Toen dat voor te veel werkdruk zorgde, werd Jan ter Laak in 1968 aangesteld als secretaris van het IKV en adjunct-secretaris van PCN.
Ter Maat slaagde erin om Pax Christi International de consultative status te laten krijgen bij de Verenigde Naties. Verder werd er tijdens zijn 13-jarig secretariaatschap samengewerkt met de World Conference for Religion and Peace (WCRP) en werd er toenadering gezocht tot de Russisch-orthodoxe Kerk.
Bij zijn pensioen in 1978 werd Ter Maat als algemeen secretaris van Pax Christi Nederland opgevolgd door Guy Dilweg terwijl de Belg Etienne de Jonghe de internationaal secretaris voor PCI werd waarmee het secretariaat naar Antwerpen verhuisde.
In dat jaar verscheen ook een boek van kardinaal Alfrink en hem onder de titel "Challenge of peace : cardinal Alfrink on peace and peacework".
In december 1999 overleed zijn echtgenote op 85-jarige leeftijd, nog geen jaar later overleed hij zelf in Arnhem op 87-jarige leeftijd.